# Nova Motors GT3

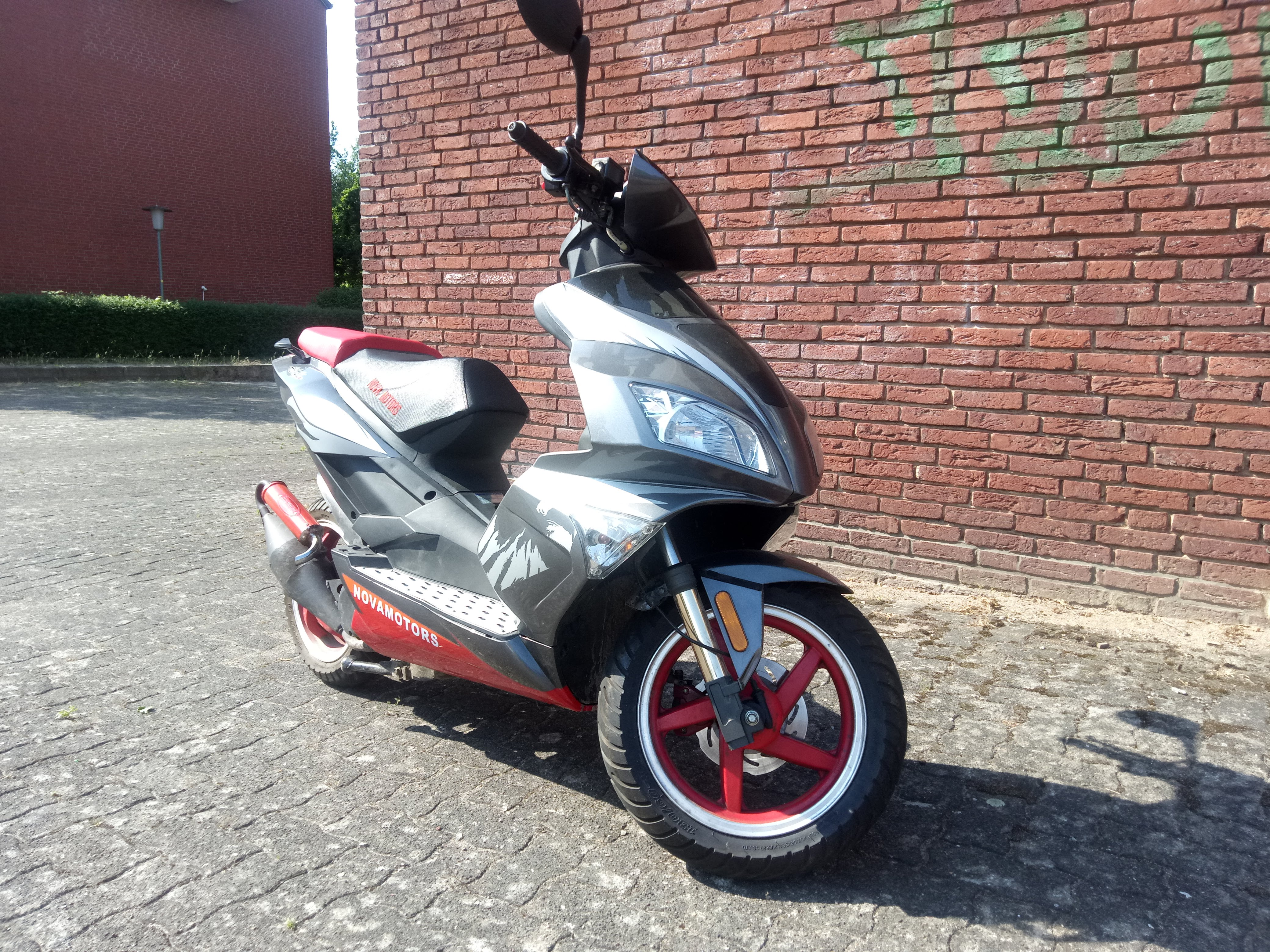
Nova Motors GT3

Bei dem Nova Motors GT3 handelt es sich um einen Motorroller der chinesischen Firma Baotian, der über Nova Motors GmbH in Eppingen als Vertriebsunternehmen und Markengeber verkauft wird. Nur die Endmontage findet in Deutschland statt.
Dieses Modell mit der Bezeichnung BT49QT-2 ist baugleich zum Jack Fox GT3 und weiteren Modellen. Die 13-Zoll-Bereifung soll für Fahrsicherheit in Kombination mit den Scheibenbremsen sorgen. Vom ADAC wurde das Modell im Test mit der Note 4 ausreichend bewertet, im Bereich Sicherheit sogar nur mit 4,5.
|              | GT3 1.0    | GT3 2.0    |                           |
| ------------ | ---------- | ---------- | ------------------------- |
| Baujahr      | bis 2016   | ab 2016    | Produktion eingestellt    |
| Motor        | Zweitakter | Zweitakter |                           |
| Hauptständer | tiefer     | höher      | Wurde vom ADAC bemängelt. |